# Sandra Pierantozzi

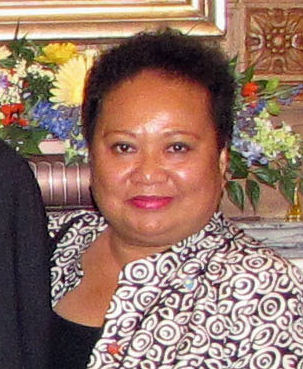
Sandra Pierantozzi (2009)

Sandra Pierantozzi, geborene Sandra Sumang (* 9. August 1953 in Koror) ist eine Politikerin aus Palau.

## Biografie
Zwischen 1989 und 1993 war Sandra Pierantozzi Ministerin für Verwaltung und Finanzen in der Regierung von Präsident Ngiratkel Etpison. Bei den Wahlen 1996 wurde sie zur Senatorin gewählt.
Am 7. November 2000 wurde sie zur Vizepräsidentin von Palau gewählt und trat ihr Amt mit der Vereidigung am 1. Januar 2001 an. Damit war sie Stellvertreterin von Präsident Tommy Remengesau. Zugleich übernahm sie in der Regierung das Amt der Gesundheitsministerin. In ihrer Funktion als Vizepräsidentin sprach sie bei der 57. Generalversammlung der Vereinten Nationen in New York unter anderem über die Auswirkungen der Terroranschläge am 11. September 2001. Bei den Präsidentschaftswahlen am 2. November 2004 konnte sich Präsident Remengesau zwar durchsetzen, sie unterlag allerdings ihrem Herausforderer Elias Camsek Chin deutlich mit 71,1 Prozent zu 28,9 Prozent. Sie wurde jedoch 2005 zum Mitglied der 2. Verfassungsgebenden Versammlung gewählt.
Der neugewählte Präsident Johnson Toribiong nominierte sie am 21. Januar 2009 zur Außenministerin (Minister of State). Nach der Bestätigung durch den Senat mit 11 zu 2 Stimmen konnte sie dieses Amt am 6. Februar 2009 offiziell antreten.
Sandra Pierantozzi ist mit Marcello Pierantozzi, dem Honorarkonsul von Italien in Palau, verheiratet.